# KJ-2000 (航空機)
KJ-2000
2014年の中国国際航空宇宙博覧会で公開されたKJ-2000
- 用途：早期警戒管制機
- 製造者：南京電子技術研究所/第38研究所
- 運用者： 中国（中国人民解放軍空軍）
- 初飛行：2003年11月
- 生産数：5機[1]
- 運用開始：2008年[1]
- 原型機：A-50

KJ-2000（空警2000）は、中華人民共和国がIl-76を母機として開発した早期警戒管制機。同様にIl-76を母機とする早期警戒管制機としてはA-50が存在するが、本機のシステムは中国にて開発された。NATOコードネームはメインリング。

## 概要
KJ-2000の機体はA-50と同じIl-76MDで、ロシアから購入したものである。これに、イスラエル製のEL/W-2090 Palcon（Phased Array L-band Conformal）アクティブフェイズドアレイレーダーを搭載する予定で、1999年からイスラエルへ改修作業に出していた。だが、アメリカの圧力により改修作業は中止され、AWACSシステムは下ろされた（機体自体は2002年にロシア経由で中国に届けられ中国国内で保存された）。その後ロシアからA-50AhやA-100購入の提案が行われたが交渉は纏まらず、中国は自力でAWACSシステムを開発することを決定した。
システムは中国の南京電子技術研究所（第14研究所）で開発されたものが、レーダーは1990年代以降中国企業がベガ設計局と共同開発した成果に基づき、第38研究所が開発したK/LLQF01を搭載した。このレーダーはアクティブ式のアクティブフェイズドアレイレーダーであり、戦闘機サイズの目標を低高度哨戒で470km、高高度哨戒で1,200kmの距離から探知でき同時に60-100個の目標の追尾が可能であるとされる。これを3基三角形状に配置した事でE-767やA-50など他国のAWACSとは違い、レドームは回転を必要としないためロートドームを採用せず固定式なのが特徴。レーダーは故障が多く機能していないという噂があったが後述にあるように震災救助の時に航空機の管制を無難にこなしている。
データリンク用の装置としてはVHF（最大通信距離350km）、短波ラジオ（最大通信距離2,000 km）、Kバンド衛星通信装置および内部通信システムを有する。自己防衛システムとしてはミサイル警報装置とフレアディスペンサを有する。
KJ-2000は初期は問題が多かったが、度重なる改良によって性能は限りなくイスラエルのEL/W-2090に近づいていると評価されている。

## 運用
2006年1月から配備が開始され、2016年現在では南京の閻良基地に5機が配備されている。
2008年5月12日に発生した四川大地震では、KJ-2000が災害地域上空に派遣されて救助用航空機の管制と無線中継局としての役割を果たしたことが報道された。この時には、一度のフライトで10時間以上滞空し、同時に数百機の航空機に対して指揮管制を実施したとされる。
2008年8月に開催された北京オリンピックでも空域警戒のため3機のKJ-2000が北京に派遣されている。

## 仕様
情報源
- 最大速度：850 km/hr
- 航続距離；5,500 km
- 滞空時間：12時間
- 離陸重量：175t